# 2014年ソチオリンピックのモンテネグロ選手団
2014年ソチオリンピックのモンテネグロ選手団（2014ねんソチオリンピックのモンテネグロせんしゅだん）は、2014年2月7日から23日までロシアのソチで開催されたソチオリンピックモンテネグロ選手団の名簿。

## 選手団
- 人員: 選手 2人
- 開会式旗手: ターリク・ハジチ

## アルペンスキー
- ターリク・ハジチ

男子大回転 (62位、3:12.39)
男子回転 (38位、2:07.94)
- イヴァナ・ブラトヴィッチ

女子回転 (44位、2:12.80)